# Tipula (Microtipula) amazonica
Tipula (Microtipula) amazonica is een tweevleugelige uit de familie langpootmuggen (Tipulidae). De soort komt voor in het Neotropisch gebied.